# Chironomus niger
Chironomus niger är en tvåvingeart som först beskrevs av Hans Jacob Hansen 1881.  Chironomus niger ingår i släktet Chironomus och familjen fjädermyggor. Inga underarter finns listade i Catalogue of Life.